# Bosco (Rebsorte)
Bosco (italienisch: Wald) ist eine Weißweinsorte, die ihr Verbreitungsgebiet in der Metropolitanstadt Genua und der Provinz La Spezia der italienischen Region Ligurien hat. Sie wurde im 19. Jahrhundert aus Sprösslingen, die in der Nähe eines Waldes bei Genua gefunden wurden, nach Riomaggiore eingeführt und wurde schließlich in der umliegenden Region Hauptrebsorte. Die geschmacklich einfache, ertragreiche Sorte ist daher die Hauptsorte für den DOC-Weißwein Cinqueterre. Ende der 1990er Jahre waren ca. 500 Hektar Rebfläche mit der Sorte Bosco bestockt. Die spätreifende Sorte erbrachte dabei im Mittel ca. 36.000 Hektoliter Wein im Jahr.
Siehe auch den Artikel Weinbau in Italien sowie die Liste von Rebsorten.
Synonyme: Bosco Bianco, Bosco Bianco del Genovesato, Uva bosco, Madea

## Ampelographische Sortenmerkmale
In der Ampelographie wird der Habitus folgendermaßen beschrieben:
- Die Triebspitze ist offen. Sie ist spinnwebig behaart und von hellgrüner Farbe. Die grünlichen Jungblätter sind ebenfalls spinnwebig überzogen. Die Blattränder sind bronzefarben.
- Die fünfeckigen Blätter sind meist fünflappig und stark gebuchtet (siehe auch den Artikel Blattform). Die Stielbucht ist U-förmig offen. Das Blatt ist spitz gesägt. Die Zähne sind im Vergleich der Rebsorten mittelgroß.
- Die konus- bis walzenförmige Traube ist groß und dichtbeerig. Die rundlichen Beeren sind mittelgroß und von strohgelber bis goldgelber Farbe.

Bosco reift fast 25–30 Tage nach dem Gutedel. Sie gilt somit als spät reifend. Die wuchskräftige Sorte erbringt gleichmäßig hohe Erträge. Die Weißweine verfügen nur über einen vergleichsweise niedrigen Alkoholgehalt. Bosco Arinto ist eine Varietät der Edlen Weinrebe (Vitis vinifera). Sie besitzt zwittrige Blüten und ist somit selbstfruchtend. Beim Weinbau wird der ökonomische Nachteil vermieden, keinen Ertrag liefernde, männliche Pflanzen anbauen zu müssen.